# بول نيتشه

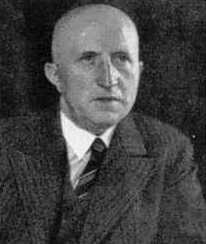
بول نيتشه

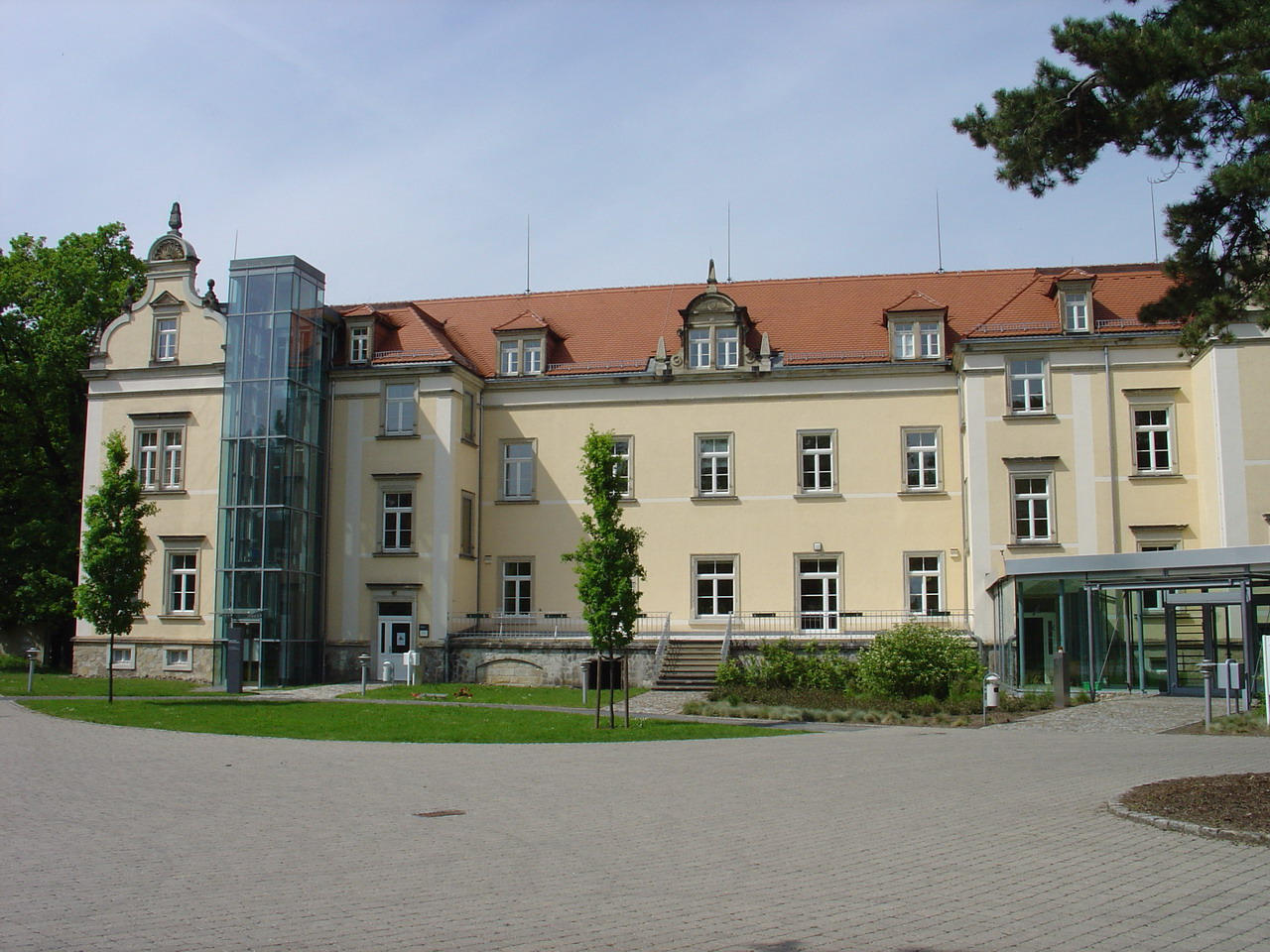
البيت 16 ، شلوس سونينشتاين ، كتذكار

هيرمان بول نيتشه (25 نوفمبر 1876 - 25 مارس 1948) طبيبًا نفسيًا ألمانيًا معروفًا بتأييده لتفويض القتل الرحيم للرايخ الثالث والذي ترأس لاحقًا المكتب الطبي لبرنامج أكتيون تي4 للقتل الرحيم.
ولد بول نيتشه في 25 نوفمبر 1876 في كولديتز، ساكسونيا. كان والده هيرمان نيتشه طبيبًا نفسيًا. التحق بمدرسة ابتدائية في بيرنا (بالألمانية: فولكسشول) من عام 1882 إلى عام 1887. حُكم عليه بالإعدام لارتكابه جرائم ضد الإنسانية لقتله أكثر من ألف شخص، وأعدم بالمقصلة في مارس 1948 في درسدن.

## مسار مهني مسار وظيفي
حصل على ترخيصه الطبي في عام 1901 وأستاذ في عام 1925. لم ينضم إلى الحزب النازي حتى مايو 1933.  كان مؤيدًا قويًا لعلم تحسين النسل والقتل الرحيم  وكان حاضرًا في مظاهرة الغاز في ما سيصبح مركز مركز براندنبورغ للقتل الرحيم إما في ديسمبر 1939 أو يناير 1940.  لم يكن مدفوعًا بالعقيدة العرقية النازية بقدر ما كان بدعمه الخاص للعلوم العرقية ورؤيته لـ «الطب التقدمي». كونه راسخًا، لم يعد مدفوعًا باحتمال التقدم الوظيفي ولكنه كان ملتزمًا أيديولوجيًا عندما انضم لاحقًا إلى أكتيون تي4.

## المحاكمة والتنفيذ
تم القبض عليه في 11 مارس 1945. جرت محاكمته من 16 يونيو 1947 إلى 7 يوليو 1947. وقد حُكم عليه بالإعدام لارتكابه جرائم ضد الإنسانية على أساس قانون مجلس مراقبة الحلفاء رقم 10 لقتله أكثر من ألف شخص. حاول تبرير أفعاله، قائلا أنها تهدف إلى تحرير المرضى من الألم. تم إعدامه بواسطة مقصلة في 25 مارس 1948 في دريسدن. 